# Relebohile Mofokeng
Relebohile Mofokeng, né le 23 octobre 2004 à Sharpeville en Afrique du Sud, est un footballeur international sud-africain qui évolue au poste d'ailier gauche au Orlando Pirates.

## Biographie

### En club
Né à Sharpeville en Afrique du Sud, Evidence Makgopa joue pour le Transnet School of Excellence avant de rejoindre Orlando Pirates. Il se distingue avec l'équipe réserve du club avant d'être intégré à l'équipe première en 2023.
Il joue son premier match professionnel lors d'une rencontre de première division sud-africaine face au Royal AM le 3 mai 2023. Il est titularisé au poste d'ailier droit, et les deux équipes se neutralisent (1-1 score final). Mofokeng marque son premier but dès son deuxième match pour Orlando Pirates, le 20 mai 2023, contre AmaZulu, en championnat. De nouveau titularisé, le jeune ailier délivre une passe décisive en plus de son but, et contribue ainsi à la victoire de son équipe par quatre buts à zéro,.

### En sélection
Relebohile Mofokeng honore sa première sélection avec l'équipe nationale d'Afrique du Sud le 11 juin 2024, contre le Zimbabwe. Il entre en jeu et son équipe s'impose par trois buts à un.

## Vie privée
Il est connu au début de sa carrière sous le nom de Relebohile Ratomo, prenant le nom de sa mère, avant d'en changer en 2023 après le mariage de ses parents, et opte pour Relebohile Mofokeng,.